# Fiume Tronto tra Favalanciata e Acquasanta
Fiume Tronto tra Favalanciata e Acquasanta este o arie protejată (arie specială de conservare — SAC, sit de importanță comunitară — SCI) din Italia întinsă pe o suprafață de 964 ha, integral pe uscat.

## Localizare
Centrul sitului Fiume Tronto tra Favalanciata e Acquasanta este situat la coordonatele 42°45′23″N 13°22′10″E / 42.756389°N 13.369444°E.

## Înființare
Situl Fiume Tronto tra Favalanciata e Acquasanta a fost declarat sit de importanță comunitară în iunie 1995 pentru a proteja 1 specie de plante și 1 specie de animale. Situl a fost protejat și ca arie specială de conservare în aprilie 2016.

## Biodiversitate
Situată în ecoregiunea continentală, aria protejată conține 8 habitate naturale: Păduri de Castanea sativa, Păduri ilirice de stejar și carpen (Erythronio-Carpinion), Liziere de ierburi înalte hidrofile de câmpie și de nivel montan până la alpin, Râuri cu maluri nămoloase cu vegetație de Chenopodion rubri p.p. și Bidention p.p., Galerii de Salix alba și de Populus alba, Păduri de stejar alb estice, Păduri de Quercus ilex și Quercus rotundifolia, Păduri de fag din Apenini cu Taxus și Ilex.
La baza desemnării sitului se află mai multe specii protejate:
- plante (1): Himantoglossum adriaticum
- reptile (1): șarpele cu patru dungi (Elaphe quatuorlineata)